# Palletcentrale
De Palletcentrale Groep is een Nederlands bedrijf dat handelt in pallets in de Benelux. Het houdt zich bezig met het in- en verkopen van gebruikte pallets, het repareren en het produceren van nieuwe pallets, het beheren van palletbestanden, het afvoeren en verwerken van afvalhout en het maken van industriële verpakkingen. De Palletcentrale Groep BV verkoopt ruim 6 miljoen pallets per jaar.

## Geschiedenis
De Palletcentrale werd opgericht in 1968. Men begon in Rotterdam met het verzamelen en repareren van houten eigendomspallets van diverse Nederlandse bedrijven zoals onder andere van Van Nelle, Heineken en Unilever. Na uitbreiding en diverse acquisities is het huidige hoofdkantoor in 2000 gevestigd op het industrieterrein van Moerdijk. In 2007 is de Palletcentrale begonnen met het produceren van nieuwe pallets in het Belgische Eeklo.
Vanaf 1 januari 2012 is de Belgische productielocatie verhuisd naar Sas van Gent, waar Palletcentrale het eerste bedrijf was dat zich op industrieterrein Sasse Poort vestigde. Hier is een fabriek gebouwd waar ruim 2,5 miljoen pallets per jaar worden geproduceerd.
In 2011 is de Palletcentrale als eerste pallethandelaar en producent onderscheiden met de Lean and Green Award.
In 2023 heeft Ecovadis de Palletcentrale beoordeeld met een Gold Medal voor de toewijding aan duurzaam ondernemerschap.
Per december 2023 is Palletcentrale overgenomen door het Begische pallet- en verpakkingsbedrijf Foresco.

## Vestigingen
De Palletcentrale Groep heeft zes vestigingen in Nederland. De vestiging in Sas van Gent is een productielocatie van nieuwe pallets. Verder zijn er vestigingen voor gebruikte pallets in Moerdijk, Rotterdam, Helmond en Middenmeer. Bode Packaging is gevestigd in Hardinxveld-Giessendam. 
Er werken ruim 150 mensen bij de Palletcentrale Groep. 